# 8-乙氧基喹啉
8-乙氧基喹啉是一种有机化合物，化学式为C11H11NO。在钴催化剂（由氯化钴和硼氢化钠反应得到）催化下，它可以被氢气还原为8-乙氧基-1,2,3,4-四氢喹啉。

## 制备
8-乙氧基喹啉可由8-羟基喹啉、乙醇钠和碳酸二乙酯在N,N-二甲基乙酰胺中反应得到。8-羟基喹啉和溴乙烷在碳酸钾存在下于丙酮中回流，也能得到8-乙氧基喹啉。